# فرانس أوقست لارسون
فرانس أوقست لارسون (بالإنجليزية: Frans August Larson؛ بالسويدية: August Larson) هو شخصية أعمال ومبشر سويدي وأمريكي، ولد في 2 أبريل 1870 في  في السويد، وتوفي في 19 ديسمبر 1957 في فيستا في الولايات المتحدة.